# Savoyenblau
Savoyenblau oder Savoyer Blau (italienisch blu Savoia, auch azzurro Savoia ‚Savoyenazur‘) ist die Farbe des Hauses Savoyen und seit der Ausrufung des Königreichs Italien, dessen Könige das Haus Savoyen stellte, eines der inoffiziellen Staatssymbole Italiens.

## Geschichte
Die erste Verwendung ist für 1366 dokumentiert, als Amadeus VI. von Savoyen neben seiner Standarte (weißes Kreuz auf rotem Grund) eine blaue Flagge zu Ehren der Jungfrau Maria an Bord seiner Galeere anbrachte. Seitdem trugen die Offiziere der Herzöge von Savoyen eine blaue Schärpe, die 1572 von Emanuel Philibert verpflichtend wurde. Die blaue Schärpe (italienisch sciarpa azzura) wird noch heute von den Offizieren der italienischen Streitkräfte getragen.
Bis sie 1848 durch die grün-weiß-rote Trikolore abgelöst wurde, war die Flagge des Königreichs Sardinien, aus dem das Königreich Italien hervorging, bis auf die Gösch, savoyenblau.

Seekriegsflagge 1785–1802
Handelsflagge 1802–1814
Seekriegsflagge 1802–1814
Handels- und Seekriegsflagge 1814–1816
Bürgerliche Flagge 1816–1848
Dienst- und Kriegsflagge 1816–1848

## Heutige Verwendung
- Die italienischen Nationalmannschaften der meisten Sportarten tragen ein blaues Trikot (italienisch maglia azzurra), das der Fußballnationalmannschaft der Männer den Spitznamen gli Azzurri (deutsch die Blauen) einbrachte.
- Der Präsident des Ministerrats und der Verteidigungsminister führen eine blaue Dienstflagge. Zeitweise war auch die Standarte des Präsidenten blau, heute nur noch der Rand.
- Neben den Offizieren der Streitkräfte tragen auch die Präsidenten der Provinzen und Bürgermeister der Metropolitanstädte die blaue Schärpe.
- Seit 2021 sind alle Flugzeuge der ITA Airways savoyenblau.[2]
- Die Tapferkeitsauszeichnung wird an einem savoyenblauen Band getragen, das 1815–1855 auch das Ordensband des Militärordens von Savoyen war.

Trikot der Fußballnationalmannschaft bei Heimspielen
Flagge der Ministerpräsidentin
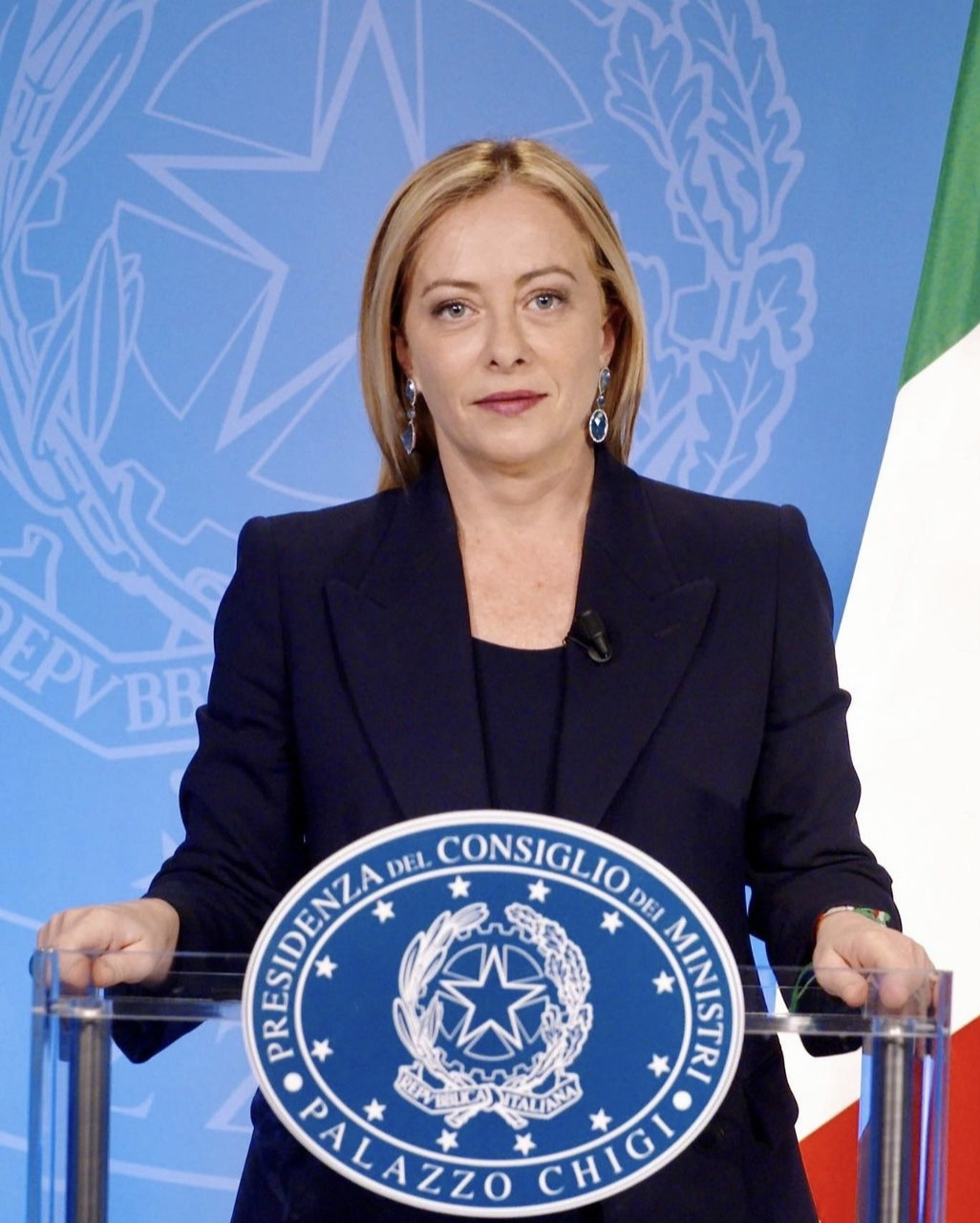
Ministerpräsidentin Giorgia Meloni hinter dem Logo des Palazzo Chigi
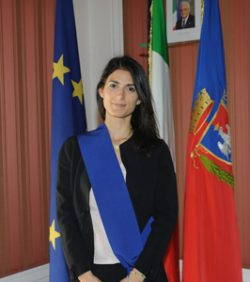
Virginia Raggi als Bürgermeisterin der Metropolitanstadt Rom mit der sciarpa azzura
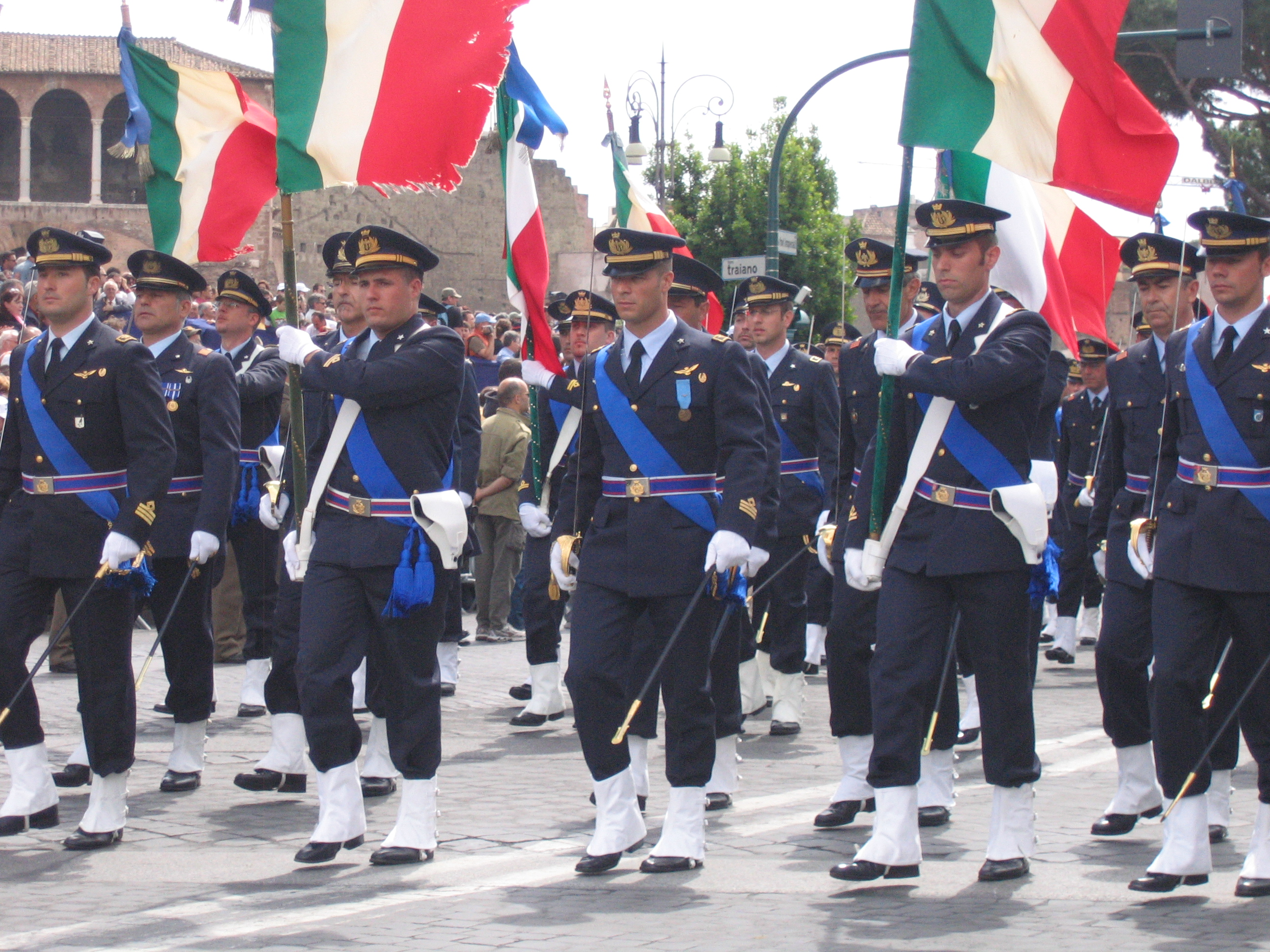
Offiziere der Aeronautica Militare mit der sciarpa azzura, in der Mitte mit der Tapferkeitsmedaille in Bronze
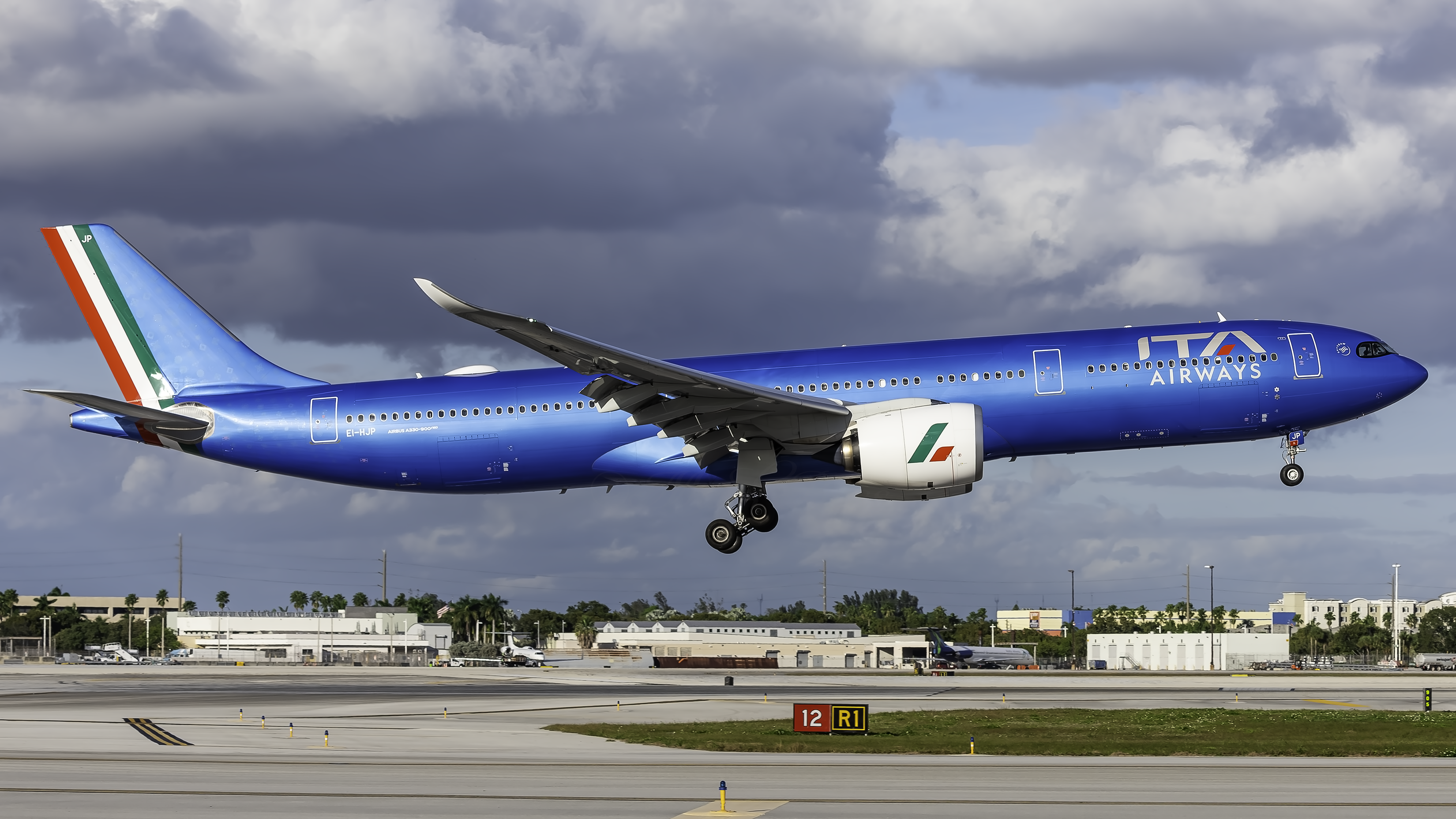
Airbus A330-900neo der ITA Airways